# 弟子のほうが物知りなのだろうか
『弟子のほうが物知りなのだろうか』（でしのほうがものしりなのだろうか、西: Si sabrá más el discípulo?, 英: Could it be that the pupil knows more?）は、フランシスコ・デ・ゴヤが1797年から1799年に制作した銅版画である。エッチング。80点の銅版画で構成された版画集《ロス・カプリーチョス》（Los Caprichos, 「気まぐれ」の意）の第37番として描かれた。《ロス・カプリーチョス》の第37番から第42番まである6点のロバをモチーフに描いた小連作のうち最初の作品である。マドリードのプラド美術館に準備素描が所蔵されている。

## 作品

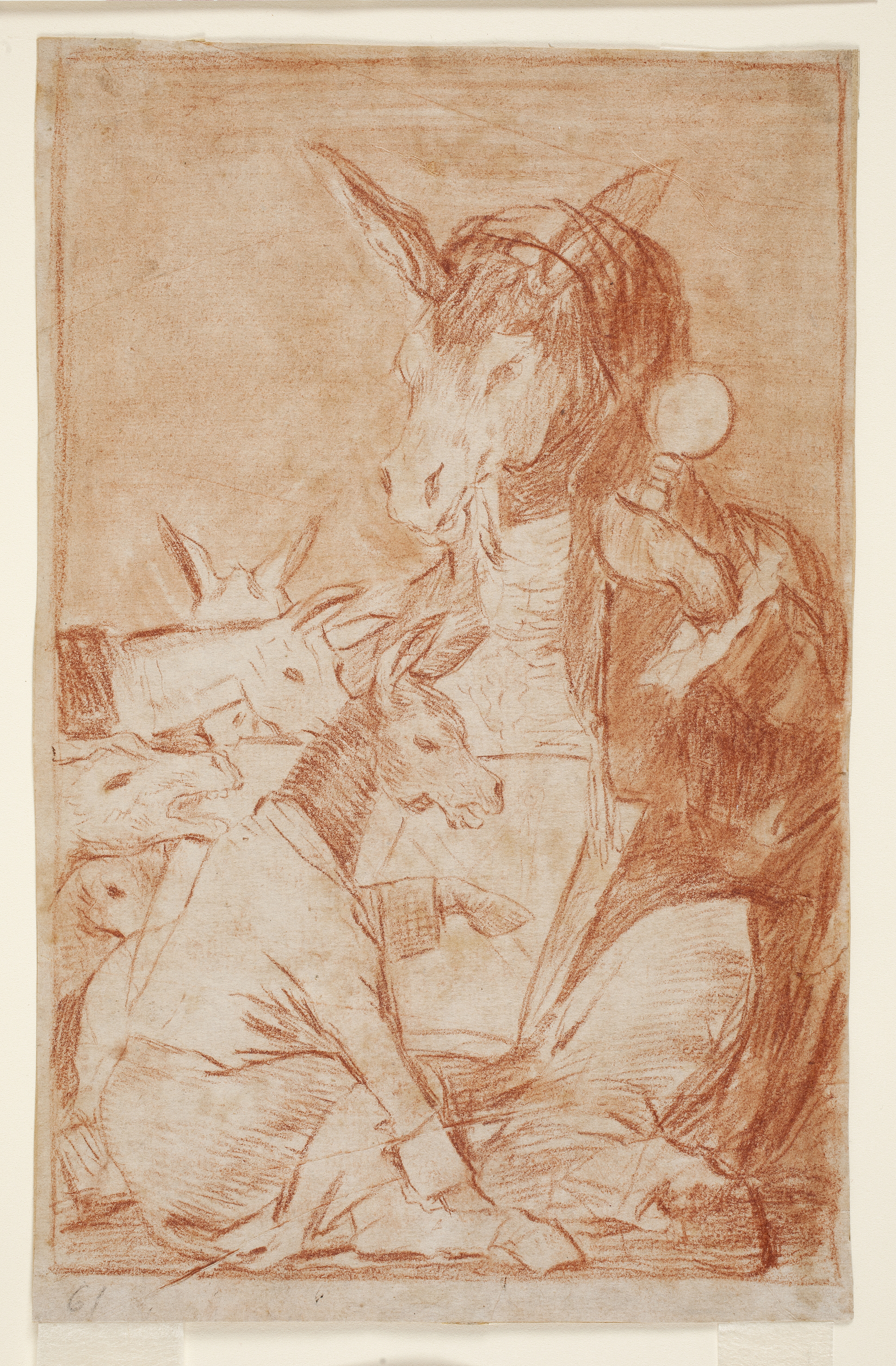
準備習作。1797年頃。

服を着たロバの教師は子供たちの前に座り、左手に木製のへらを持ち、膝の間に置いた書物を開いて見せている。この書物は読みの練習に用いられる初級のアルファベット練習帳であり、ページには最初のアルファベット「A」の文字が繰り返し記されている。ロバの子供の1人は文字を読み取ろうとしているが、そのズボンはずり下がり、臀部があらわとなっている。何人かの子供は文字を理解するために身を乗り出し、鳴き声を上げ、あるいは聞き耳を立てている。
ロバはヨーロッパの図像的伝統では「無知」や「愚鈍」を象徴する。ゴヤはロバの姿を借りることで教育の重要性を主張しつつ、教育の悪しき習慣を非難している。ここで非難の対象となっているのは、子供たちを教え導くはずの教師の能力の低さと、子供たちの理解力の欠如、木製のへらを振りかざすことで示される懲罰と権威主義といった教育方針である。子供たちの行動は権威主義的な押し付けられた教育のもとでの詰め込み教育を示している。ゴヤは教師の権威の大きさを身体の大きさで強調する一方、最前景の子供のだらしない姿を描くことで、行儀の悪さや品のなさゆえに学習能力が欠如していることを暗に示している。
啓蒙主義において、教育の改革は単に学習計画の改善や教育機関の近代化だけでなく、知識や道徳を直接教える側にも向けられていた。この直接教える側とは、家庭で子供の教育を担当した母親と、公的に規定された教育の専門家の教師である。本作品は啓蒙主義の改革者たちが望むような社会の発展を成し遂げるためには、教育はそれ自体だけでは十分ではなく、教師の適切な訓練が必要であることを示している。
その意味において、ロバの子供たちが受ける授業内容として、ゴヤがアルファベットの「A」を選んでいることは示唆的である。おそらくこれは子供たちが最初の文字でつまずき、そこから先に進めないでいることを表しており、それゆえに教育もまた先に進むことができないというメッセージが込められていると考えられる。このようにゴヤは訓練が不足しており、それが原因で決して良い結果を出すことができない一部の教師を嘲笑している。
題名については2通りの読みが可能である。1つは「弟子のほうが物知りなのだろうか」（Could it be that the pupil knows more?）である。これによると本作品は《ロス・カプリーチョス》第42番「お前には苦労をかけるが」（Tu que no puedes）の人間とロバの関係と同様に「逆さまの世界」を表現した作品で、教師と子供たちの立場が逆転していることを明確に示唆している。もう1つの読みは「弟子はその知識を増大させるだろうか」（Will the disciple know more?）で、これは明らかに反語的な問いかけであり、否定的な真意が想定される。本作品の図像がその否定的な真意に応えるものであることは明らかであろう。したがって、同時代の人々はこの図像の意味を「ロバの教師は、愚かなロバの子しか育てることができない」と解釈した。
本作品は準備素描が《夢》になく、《ロス・カプリーチョス》の初期構想には含まれなかったようである。準備素描との間には大きな差異はないが、書物には複数の「A」ではなく大きな「M」の文字らしきものが描かれている。ゴヤが「A」を選択したもう1つの可能性として、声喩（人の声や動物の鳴き声などを言葉として用いた修辞法）的な意図があるのではないかと指摘されている。実は「A」を繰り返し読み上げる声はロバの鳴き声に似ているのである。
本作品の着想源としては、エディス・フィシュティン・ヘルマンは18世紀の神学者ホセ・フランシスコ・デ・イスラの小説『著名な説教者フレイ・ゲルンディオ・デ・カンパサス、またの名をソテスの歴史』（Historia del famoso predicador fray Gerundio de Campazas, alias Zotes）との関連性を指摘している。この小説の主人公ゲルンディオは裕福な農家の息子として生まれるが、学校で無知な教師の生徒となる。またルネサンス期のデジデリウス・エラスムスやアンドレーア・アルチャートの著作も挙げられている。これらの著作にはロバが登場しており、ゴヤはそれらに触発された可能性がある。
一説によると、この図像はロバに喩えられることが多かったマヌエル・デ・ゴドイの政治的教育を暗示しているという。

## 来歴
試し刷りはわずか1点のみ現存している。完成作では折り曲げられた教師の後足が黒く塗りつぶされているが、それは後足の描写のまずさを削るためであることがこのため試し刷りから確認できる。初期の版画には題名が修正されていないものがあり、「sabrá」にアクセントがなく、疑問符も付されていない。
プラド美術館所蔵の《ロス・カプリーチョス》の準備素描は、ゴヤが死去すると息子フランシスコ・ハビエル・ゴヤ・イ・バエウ（Francisco Javier Goya y Bayeu）、さらに孫のマリアーノ・デ・ゴヤ（Mariano de Goya）に相続された。スペイン女王イサベル2世の宮廷画家で、ゴヤの素描や版画の収集家であったバレンティン・カルデレラは、1861年頃にマリアーノから準備素描を入手した。1880年に所有者が死去すると、甥のマリアーノ・カルデレラ（Mariano Carderera）に相続され、1886年11月12日の王命によりプラド美術館によって購入された。

## ギャラリー
他のロバの小連作

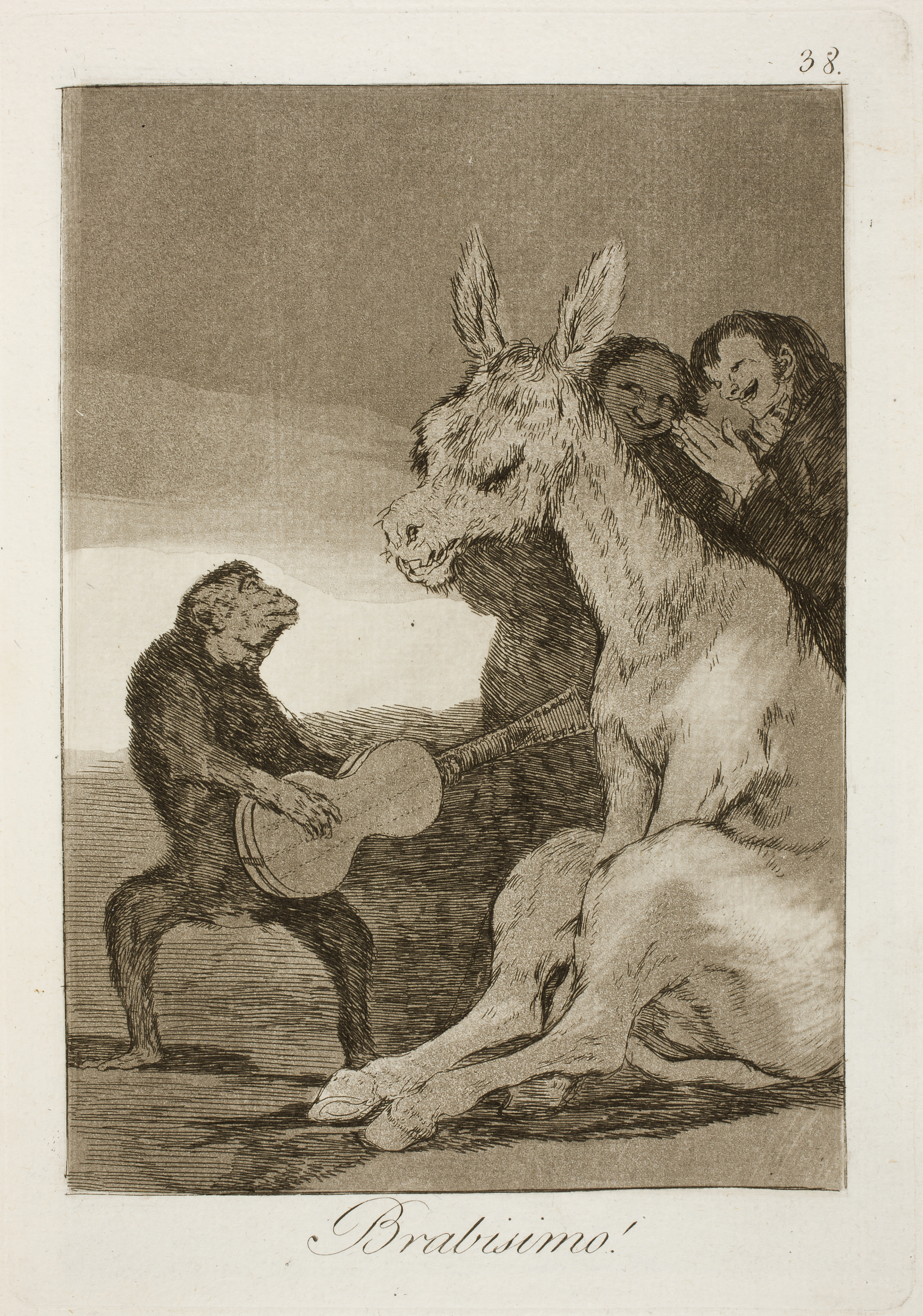
第38番「ブラボー」
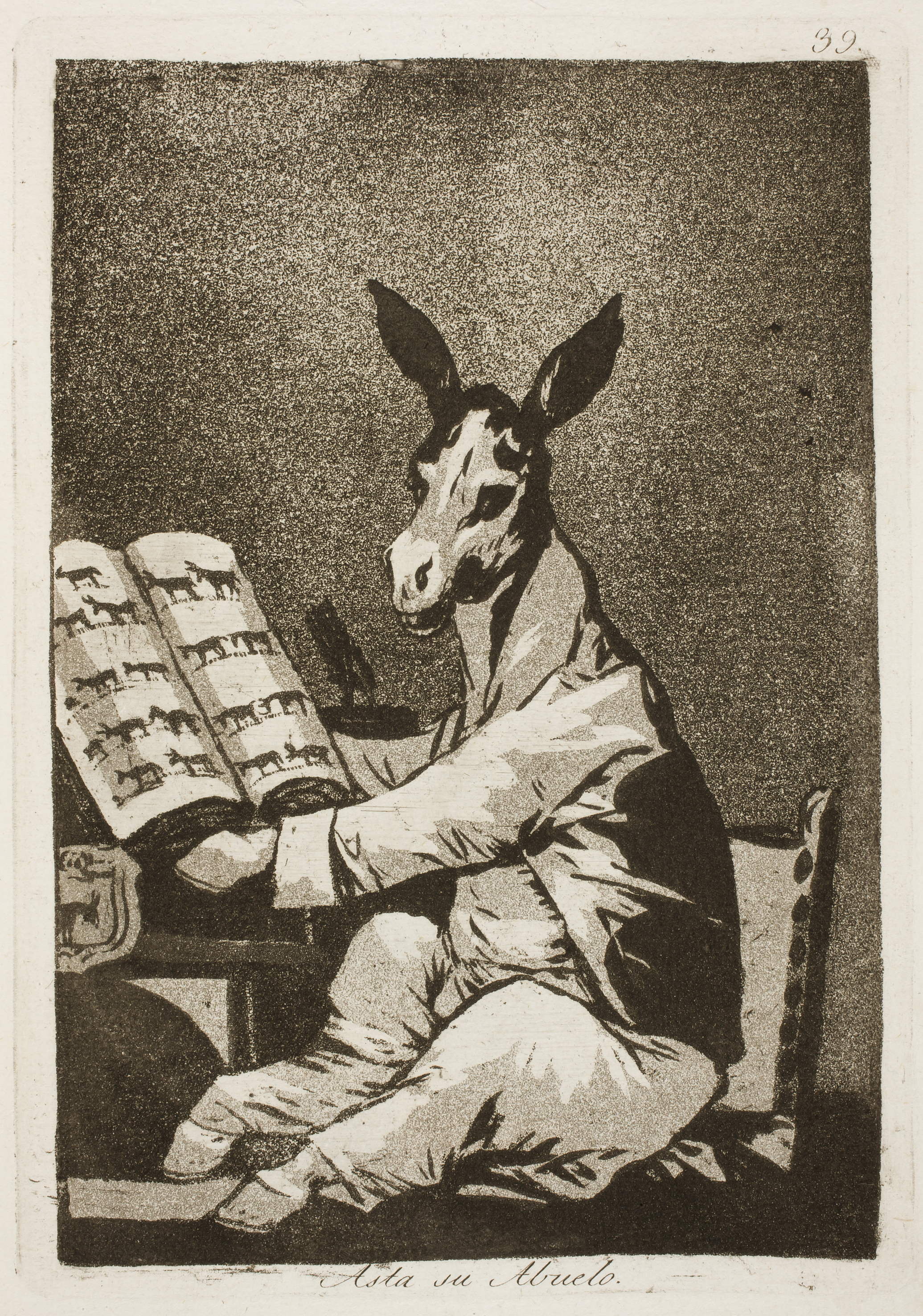
第39番「祖父の代までも」

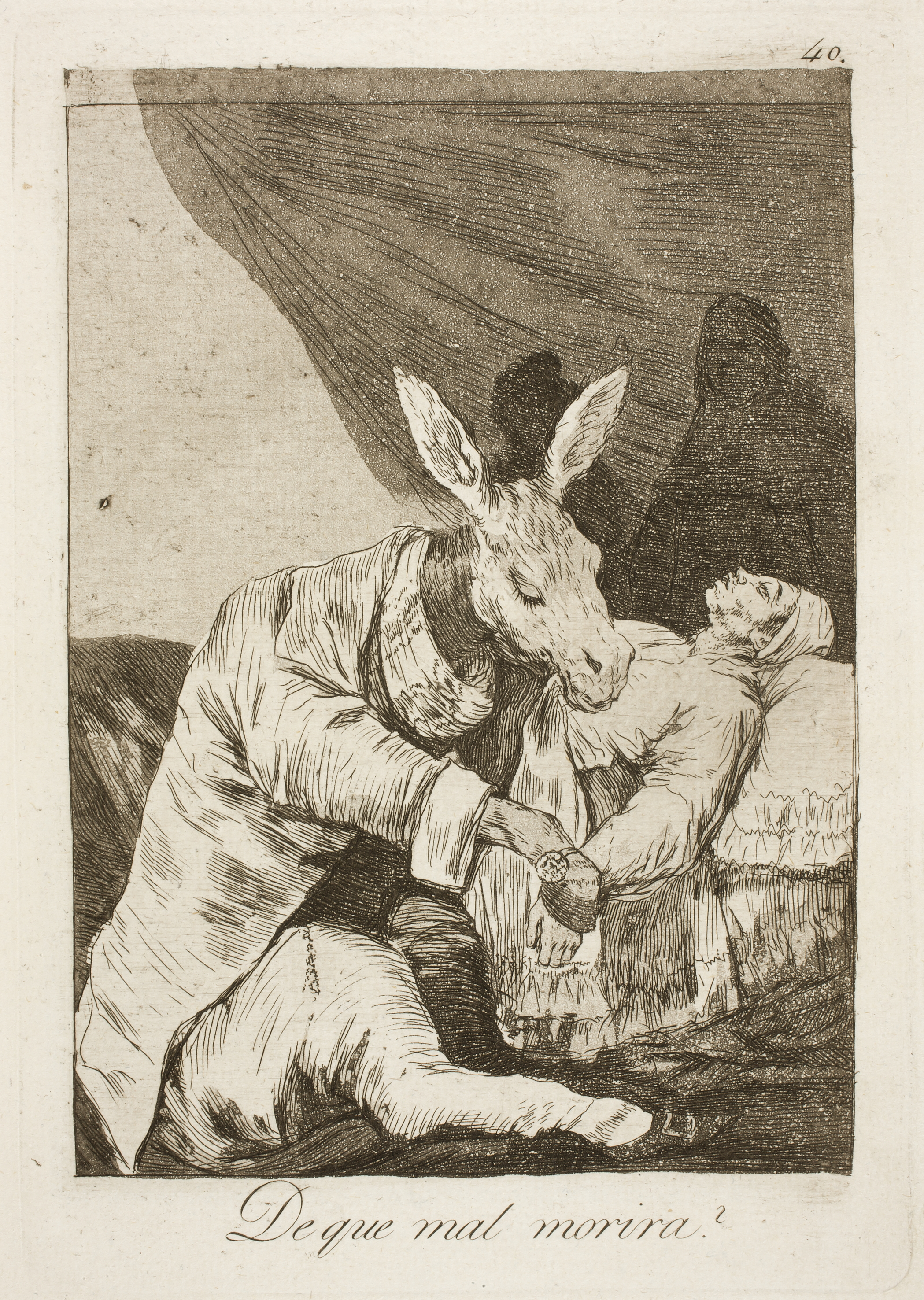
第40番「何の病気で死ぬのだろうか」
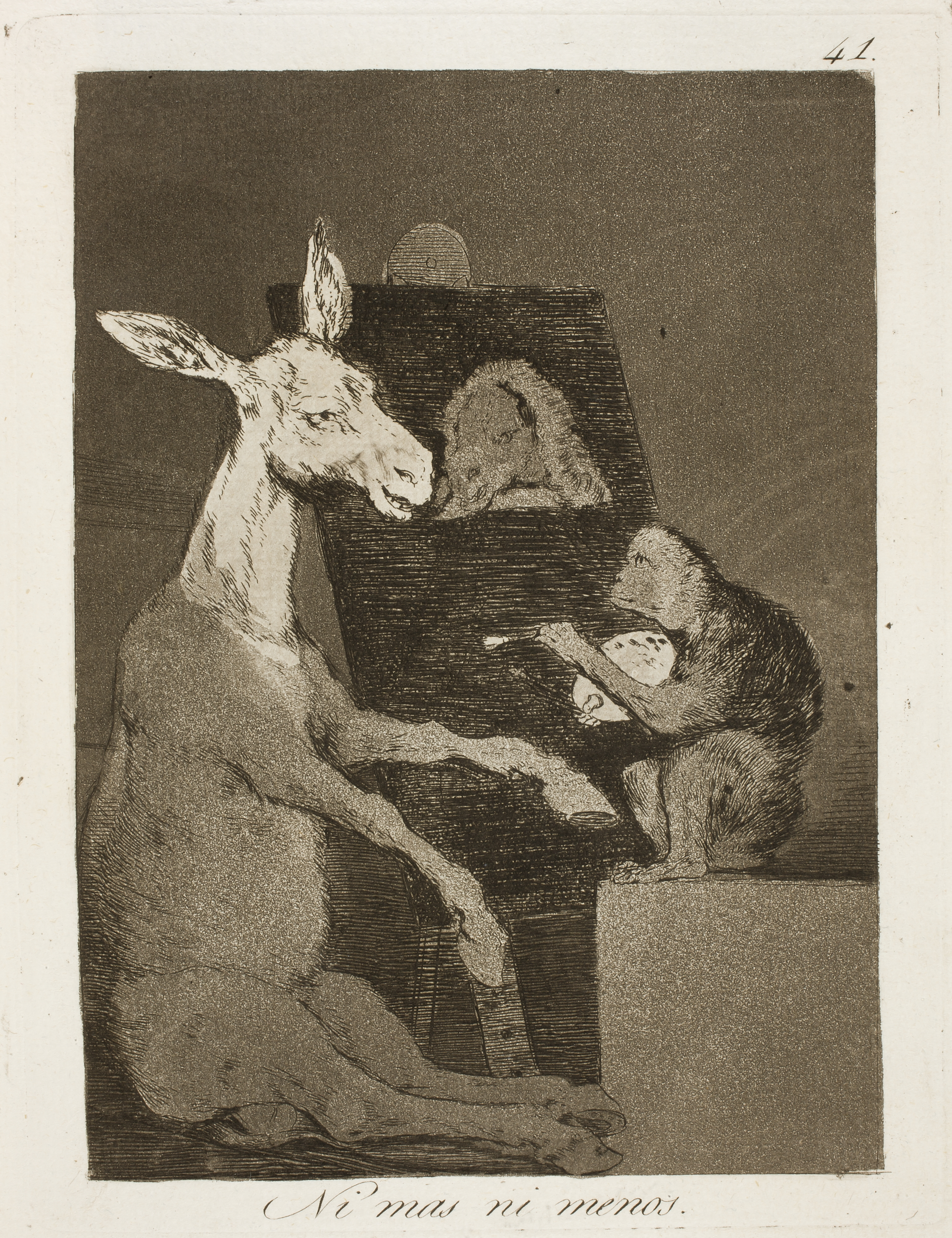
第41番「あるがままの姿に」
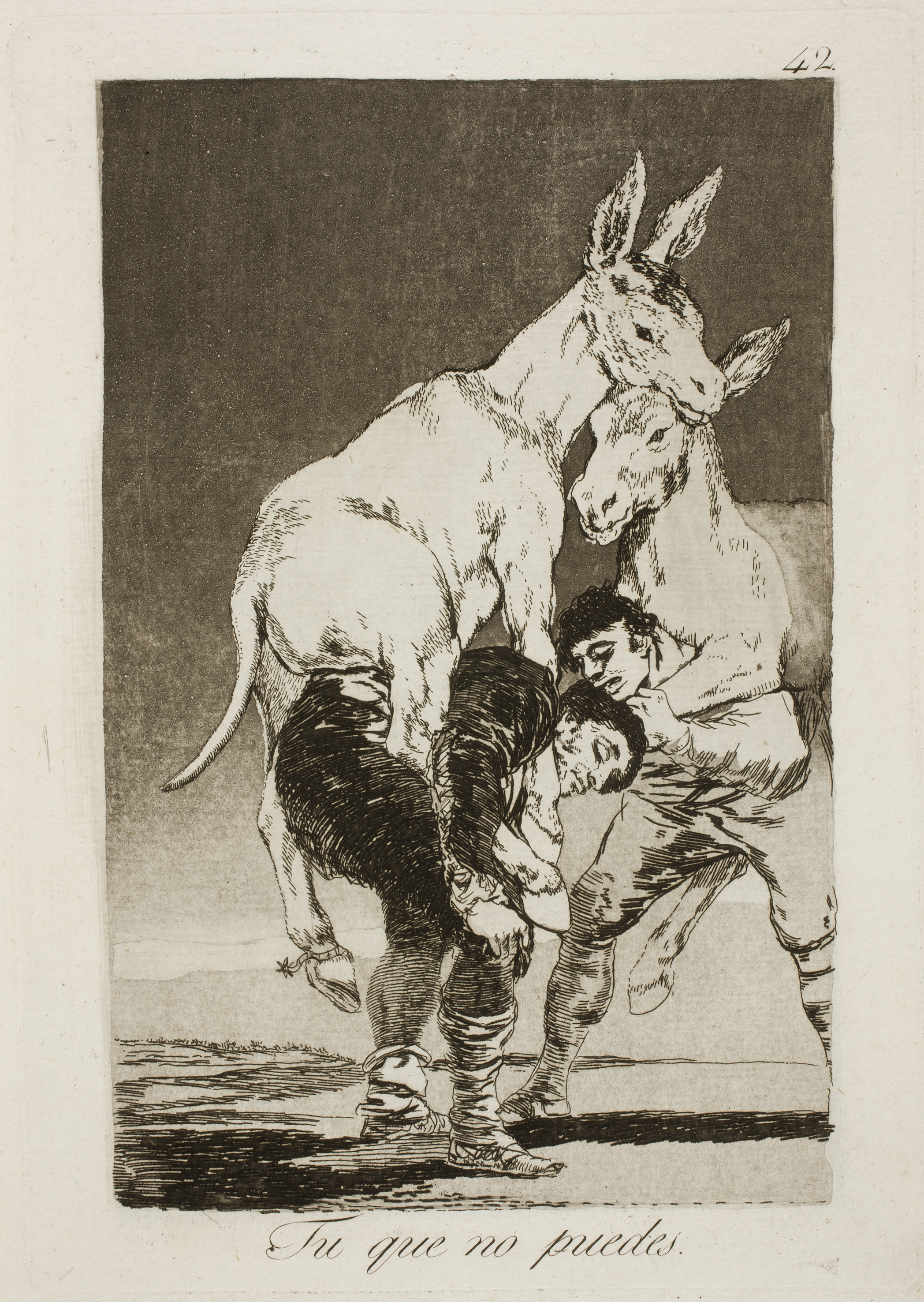
第42番「お前には苦労をかけるが」